# Fenwickia similis
Fenwickia similis är en tvåvingeart som beskrevs av Malloch 1930. Fenwickia similis ingår i släktet Fenwickia och familjen myllflugor. Inga underarter finns listade i Catalogue of Life.